# 1306 Скіфія
1306 Скіфія (1306 Scythia) — астероїд головного поясу, відкритий 22 липня 1930 року.
Тіссеранів параметр щодо Юпітера — 3,150.
Названо на честь Скіфії — державного утворення на території степової та лісостепової смуг сучасної України та російського Подоння.